# Quercus crenata
Quercus crenata або Quercus × crenata — вид рослин з родини букових (Fagaceae). На думку багатьох авторів, це гібрид або результат схрещування між Quercus suber і Quercus cerris.

## Опис
Це вічнозелене дерево яке виростає до 25 метрів у висоту.

## Поширення й екологія
Ендемік області, що охоплює північний схід Хорватії, захід Словенії, південний схід Франції, північ Італії.
Зростає на важких, піщаних або глинистих ґрунтах, на відкритих місцях, на луках та зрідка в лісових масивах. Росте на висотах 1700–2678 м.